# コックカワサキ
コックカワサキは、任天堂のゲームソフト『星のカービィ』シリーズ、および同名のテレビアニメなどに登場する架空のキャラクターである。

## 概要
『星のカービィ』の一部の作品に登場するキャラクターで、その名のとおりコックのキャラクター。ゲームではミニゲームなどにおけるサブキャラクターとしての登場が多数を占めるが、アニメ版やマンガでは準レギュラーの一人としてかなりの頻度で登場している。メディアミックス作品ではデデデ大王の食事係としての登場か、アニメ版のようにレストランを経営している設定が多い。料理の腕前は作品によって異なり、大抵の作品では腕のいい料理人だが、アニメ版では非常に不味い料理しか作れない。
姿はカービィを縦に長くしたような体格で、体色はオレンジ。コック帽と真ん中にポケットが付いたエプロンを着ている。作品によってさまざまな調理器具を使用するが、どの作品でも必ず使っているものはフライパンであり、後述のようにアニメ版では重要な設定が与えられた。
「カワサキ」の由来は、バイクメーカーの「川崎重工業」（現在はカワサキモータース）および同社のバイクからで、デザイナーのバイク好きから取られた。
テーマカフェ「KIRBY CAFÉ」では、ワドルディ、カービィとともにコックカワサキも提供に関わっている設定となっており、同カフェ限定のグッズ化もされている。

## ゲーム版でのコックカワサキ
星のカービィ スーパーデラックス
初登場作品で、中ボスとして登場。皿を投げてきたり、お玉で掴んで、カービィ達を料理したりする。倒すと顔が潰れ、倒したあとに吸い込むとコックをコピーできる。また、「刹那の見斬り」の3番目の挑戦者として出てくる。「刹那の見斬り」では割烹着を着ている。
星のカービィ3
5-3の途中でクイズの出題者として登場。
カービィのきらきらきっず (SFC)
おはなしモードに登場。ほしのかけらを料理の具材としている。
星のカービィ 夢の泉デラックス
スーパーデラックスの「刹那の見斬り」のアレンジ版、「刹那の見斬り 改」で3番目の挑戦者として出てくる。
大乱闘スマッシュブラザーズX
シールとして登場。また、カービィの最後の切りふだとしてカワサキの所持コピー能力「コック」が使われた。
星のカービィ ウルトラスーパーデラックス
基本的にスーパーデラックスと同じだが、攻撃方法がフライパンに変わった。また、グラフィックがアニメ版に近くなった。さらに、新規追加されたサブゲーム「タッチ! 早撃ちカービィ」「タッチ! 刹那のカルタ取り」とCMにも登場し、ナレーターに「コックのカワサキさん」と呼ばれていた。
あつめて!カービィ
ミニゲーム「カービィマスター」の敵キャラとして登場。
星のカービィ Wii
ミニゲーム「ガンガンバスターズ」のレベル2でコックカワサキを模したロボットが登場。
星のカービィ スターアライズ
コックのフレンズヘルパーとして登場。シリーズで初めて操作可能キャラクターとなった。伸びるおたまや食器を投げつけたりし、敵を鍋で煮込んで回復アイテムを生み出すこともできる（一度使用すると次に使用可能になるまでのタイマーが表示される）。また中ボスで2体のカワサキが同時に出現する「ツインカワサキ」が登場する。
大乱闘スマッシュブラザーズ SPECIAL
アイテム「アシストフィギュア」で出演するキャラクターの1体として登場。皿を投げつけて攻撃する他、伸びるおたまで捕まえたファイターを大乱闘スマッシュブラザーズX』におけるカービィの「最後の切りふだ」のように、他のファイターを鍋で煮込んで攻撃した共に、たべものアイテムを生成する。
星のカービィ Wii デラックス
サブゲーム「刹那の見斬り」と「タッチ! 早撃ちカービィ」がリメイク収録されたことにより、サブゲーム内で登場。前者では2番目の挑戦者に変更されている。

## アニメ版でのコックカワサキ
声優は飛田展男。プププランド唯一の料理人で「レストランカワサキ」のオーナー兼シェフ。村の住人の中で唯一キャピィ族ではなく、種族は不明。出身地は兄弟弟子のコックナゴヤ曰く「寂れた工業地帯、カワサキ星出身」。一人称は｢オレ｣。宇宙的に有名なシェフであるコックオオサカの弟子で、愛用のフライパンは彼から貰った物である。
極めていい加減かつ自己中心的な性格。レストランでは家庭料理を出している(86話参照)ようだがそれはとても不味く、「赤魚のパイナップル和え」（デデデ大王が試食したが、食べた瞬間激怒してカワサキを城から放り出した）「ビールで煮込んだイチゴのリゾット」（村の男性陣に作り方を教えたが、途中で全員帰ってしまった）など、とんでもない創作料理を出すこともある。周囲からも酷い評価を受けており、食べ物であれば何でも喜んで食べるカービィだけが店の常連である。カワサキ自身も味音痴ながら、自分の料理が一般的には不味いと自覚しているようだが、66話では店に客が来ない状況で「味のわからない連中を相手にしても駄目だ」と一人愚痴をこぼしている。また99話ではハルバード戦艦内で「ここのキッチン楽だぁ、料理が全部レトルトだもんねぇー」と大喜びしていた。
料理のレパートリーは豊富で、和・洋・中全てのジャンルの料理を作ることができ、本人も「レパートリーだけはちょっとしたもの」と語る（93話）。また調理技術そのものは非常に優れており、魚を素早く丁寧におろしたり、パンとハムを1万倍の薄さに切ったサンドイッチを作る（92話）という恐るべき包丁捌きを披露したこともあるが、味が悪すぎるためそれらの能力が評価されることはなかった。
なお、キャラ設定が固まっていなかった当初は店に普通に客が入っており、カワサキも「仕事きついよ給料安いよ休み無いよ」とぼやくこともあったが、11話以降からあまりの料理の不味さに客はどんどん減っていき、最終的には客が一人もいないこともしばしばあった。29話ではエスカルゴンの店に取られた客を取り戻そうとコーヒー無料などのサービスを始め、最後にはヤケになって100%OFF（=無料）まで敢行したが、客を取り戻すことはできなかった。
しかし、慣れると美味しく感じるらしく、住人たちは文句を言わず普通にカワサキの料理を食べるようになっていき、100話ではデデデがカワサキの作ったレバニラ炒めを「美味い」と絶賛しながら食べていた。なお、21話で寿司を作った時はプププランド外から来たローナ王女に絶賛されていた。
家庭科の授業をさぼっていたらしく、調味料の分量を正確に計ったことが無いなど、シェフらしからぬかなりずさんな調理をしている。11話でのメームの台詞では過去に「砂糖と塩を間違えたケーキ」や「出汁を取ってない味噌汁」をパーム大臣一家に出した事があるほか、42話ではどさくさに紛れて「変なモノ」（何かは不明）を間違えてパーム夫妻に食べさせたことがあると暴露している。料理人としての誇りが無い訳でもないが、味を良くする努力を全くと言っていい程しない上、33話ではゴミとして捨てられていたフライパンで料理しようと考えたり（サモ、タゴ、モソから指摘され、ギャグと言って誤魔化した）、92話では誇りよりも儲けを優先したり、健康への配慮を捨てて利益に走るなど、コックとしては問題のある言動が多く、結果的に大損することが多い。34話では取り上げられた暖簾を取り返そうと奮起こそしたものの、客入りが悪くなるとそれを改善しようともせずに店を畳もうかとボヤき、村人達を「味の分からない連中」と呼ぶなど誇りに関しても怪しい部分がある。また、3+3を33と回答するなど頭も悪く、計算ができないことをフームから指摘されると「お釣りをごまかせて便利だ」と開き直っていた。
料理の唯一の理解者であるカービィとは良き友人であり、デデデの策略でカービィを食材として料理するように仕向けられた時も最後の最後で思い留まった。魔獣との戦いの時はカービィがピンチの時はフライパンを投げ、カービィに吸い込ませた。また、魔獣ムッシュ・ゴーンによってカービィが窮地に立たされた時は「カワサキホットスペシャル」（フォークに一滴つけただけで辛さの余り体が燃え上がり、辛さにかなりの耐性があるカービィですら炎を吐く程の超絶激辛カレー）をカービィに食べさせ、魔獣の撃破に貢献した事がある。
またヘビーロブスターとの戦いの際「イセエビもロブスターも凍らせば動きが鈍くなるねぇ」とカービィに氷を投げてアイス能力を与え、戦いのアシストをしていたこともある。
このこともあって、フーム達のような主要人物を除けばププビレッジの中で一番多くカービィに加勢した貴重な人物となっていた。
自らの料理をネタにした不謹慎な発言が多く、「メーベルの占いより、オレの食中毒の方がよく当たるよ」(第62話)「（料理を出しながら）風邪ひいちゃって、くしゃみすると鼻水が料理に垂れるんだよね」（第74話）などと言ったのち、「ギャグだよ」と誤魔化すことが何度かあった。その他にも、しばらく姿を見せないデデデ大王についての会話の中で「死んだんじゃないの？」と発言する（第61話）など、毒を吐くこともある。
ナイトメアとの最終決戦では給仕担当として戦艦ハルバードに搭乗。時限爆弾を仕掛けて脱出する作戦を立案し、トッコリ、ダコーニョと共に時限爆弾を設置、ホーリーナイトメア社の壊滅に貢献した。

## 漫画版でのコックカワサキ
星のカービィ (さくま良子版)
プププランドの料理の鉄人。基本的にはデデデ大王の料理番だが、レストランのシェフ、ケーキ屋等を営んでいる描写もある。初期では「おいどん」「ごわす」等、鹿児島弁で喋っていたが後に普通に敬語で喋るようになった。また、単行本第6巻の「プププランド人気者ランキング」では第1位だった。
星のカービィ デデデでプププなものがたり
デデデ大王の食事係。食堂のシェフも兼任。初期では「 - グー」という語尾が付いていたが、単行本第15巻以降からは語尾がなくなり、了解した時や料理がおいしい時にその言葉を言うようになった。フライパンを持つと性格が激変する（第4巻のみ）。一方、自分の料理を食べてもらえないと非常に落ち込む。第21巻では「プププお料理コンテスト」の審査員。彼が登場する以前はバウンダー、ローリングタートルがシェフを務めていた。
星のカービィ プププランドの仲間たち
「カワサキ堂」のオーナー兼シェフとして登場しているが、アニメや他のカービィ漫画ほど濃いキャラとしては描かれていない。また、語尾に「 - ネ」をつけるなど、中国語訛りのカワサキ弁で喋る。
星のカービィ! も〜れつプププアワー!
行列のできるレストランの3つ星シェフとして、春のパン祭りに登場。非常に嫌味な性格に描かれており、語尾に「 - ある」をつける等、協和語で喋る。一人称は「ミー」。
星のカービィ プププヒーロー
レストランカワサキを経営しているが、アニメ版同様料理はとても不味く、カービィとデデデ大王しか食べない。

## 小説版でのコックカワサキ
星のカービィ (高瀬美恵の小説)
アニメ版とは異なり、彼の作る料理はとても美味しく、レストランはプププランドで一番人気の店として認知されている。カービィはよくカワサキの店に料理を食べにやって来るほか、プププランドの住人もたくさん訪れている。菓子作りの技術も折り紙付きであり、メタナイトが主人公の番外編「メタナイトとあやつり姫」では、オリジナルキャラクターであるシフォン星の王様から「名パティシエを数多く輩出するシフォン星の菓子にも負けていない」と評価されている。「カービィカフェは大さわぎ!?の巻」では、ウィスピーウッズのリンゴでパイを作り、これをカービィカフェのメニューとして採用する。
バル艦長同様メインキャラでは無いが、出番が多く、準レギュラー的な扱いである。しかし不幸体質であり、一時は登場すると酷い目に遭わされる事も多く、直接登場しない時も「被害にだけ遭った」という描写がされる事がある。

## 関連キャラクター

### ゲーム
コックン
『星のカービィ 鏡の大迷宮』に登場するコックの姿をした敵キャラ。フライパンを投げてきてカービィを料理しようとする。コックカワサキとの相違点は一頭身であること、中ボスではなくザコキャラということなどである。コックカワサキ同様「コック」をコピーできる。
コックワドルディ
『星のカービィ ウルトラスーパーデラックス』にて、ゲームモードのひとつ「激突!グルメレース」の初心者の部屋に登場。カワサキと同じコック帽を頭に被っており、ベルトコンベア上を走るカービィとデデデ大王に食べ物を提供する。ゲーム本編には登場しない。

### アニメ
コックオオサカ
声 - 菅原淳一
コックカワサキとコックナゴヤの恩師。彼らより小さな1頭身。関西弁で話す。その料理の腕は、彼の教えを受けたカワサキの料理がなぜ不味いのか理解に苦しむほど素晴らしく、宇宙一のコックの称号に相応しいものである。料理の研究のために各地の星を訪れており、その過程でいくつかのグルメ本も出版している。口調は辛辣だが気さくでノリのいい性格で、頼まれれば誰にでも快く美味しい料理を振る舞い、同時に弟子に対する愛情も深い。最初に登場したときは偽者（魔獣ポポンの変身）であったが、後に本物がプププランドを訪れた。しかしながら、弟子であるカワサキの不味い料理を食べて愕然とし、彼の店に営業停止を言い渡し、フライパンと暖簾を奪って行く。その後、カワサキの評判を失墜させようと企んだデデデに城に招かれる。デデデに乗せられる形でププビレッジの住民に無償で手料理を振る舞い、テレビ越しにカワサキを呼び出して突き放すように料理を作らせる。その最中、悩むカワサキに「味覚などちょっとした事でどうにでもなる」と言う事を教える為に持ってきた薬品「ギジラエキス」をフーム達に発見され、一方的にこの薬品を使用したと疑われるが、カワサキの名誉を守る為に使用したと証言し料理人として最悪とも言える汚名を被る。そしてデデデ達の魔獣騒動の後、店の暖簾をカワサキに返し、さらに修行を積むよう言い渡してプププランドを去った。当のフーム達は濡れ衣を着せた事について直接の謝罪は行わなかったものの（村人たちの誤解を解いた描写が無いが、誤解がその後どうなったかは不明）、弟子の為なら自身の名が傷つくのも厭わないその度量の深さに感服していた。カービィに対しては「何でも美味しく食べてくれる（カワサキにとって）強い味方」と評し好印象を持っていた。英語版での名は「シェフ・シイタケ (Chef Shiitake)」。
『あつめて!カービィ』にも登場する。
コックナゴヤ
声 - つボイノリオ
カワサキのライバルにして最愛の友。頭身はカワサキと同じで、猫のような顔をしている。名古屋弁で話す。カワサキのフライパンに対し、ナゴヤは包丁を師匠から貰っている。名古屋の名物料理が得意で、食べた客は「うんみゃー」と感動する。100m道路や金のしゃちほこがあるナゴヤという遠い星の出身。オオサカの下で修行していた頃はカワサキと不味さを競い合う程度だったが、現在の料理の腕はカワサキより断然上。また、料理人としてのプライドをあまり見せないカワサキと違って、料理人として立派な誇りの持ち主である。
まだ自分の店は持っておらず、修行の旅を続けている。ナゴヤの存在を知ったデデデとエスカルゴンはカワサキの店を潰す為に料理番組を企画し対決させる。エスカルゴンが停電を起こしてカワサキの料理に唐辛子を混入させて審査員が辛さを感じたアクシデントもあり、一度は圧勝したかに見えたが、実はエスカルゴンの不正行為を早くも目撃しており、自分の料理にも唐辛子を入れてその不正を明かし、自ら勝利を返上。さらにナゴヤの料理よりもカワサキの料理を美味しく感じるカービィを見てプププランドではカワサキの方が大衆料理だと評し、自ら負けを認めて再び修行の旅に出た。

## 二次創作
コックカワサキにマイクロビキニを着せるというムーブメントが、日本国内の一部ネットユーザー間で発生している。このムーブメントが発生した理由について、コックカワサキの服装は「裸エプロン」とみなすこともできるため、「コックカワサキを性としての視点で解釈する」という考えのもと波及したものではないかと、ゲームメディアのAUTOMATONでは説明されている。「コックカワサキマイクロビキニ部」を称して、継続的にマイクロビキニを着せた二次創作イラストを描くユーザーもおり、そのうち、クリエイターの内田温は2021年から「コックカワサキマイクロビキニかるた」を自主制作。内田は2022年9月26日よりECサイト「BOOTH」にて、自主制作のかるたを有償頒布していたが、同月中にハル研究所より出品取り下げ要請が入り、同月28日には頒布が中止されるできごとがあった。